# Bitwa przy wyspach Les Saintes
Bitwa przy wyspach Les Saintes (także bitwa koło wyspy Dominika) – bitwa w 1782 roku, w czasie wojny o niepodległość Stanów Zjednoczonych, stoczona między flotą francuską a brytyjską, zakończona zwycięstwem tej ostatniej. Uznawana za jeden z wczesnych przykładów odejścia od sztywnych zasad taktyki liniowej – Brytyjczycy przerwali szyk eskadry francuskiej, doprowadzając do jej rozbicia.

## Tło
Impas działań wojennych w Europie (w szczególności niepowodzenie w oblężeniu Gibraltaru) skłonił Francuzów do podjęcia energicznych działań przeciw koloniom brytyjskim na Antylach. W styczniu 1782 roku opanowali oni St. Kitts, wcześniej już odbijając z rąk brytyjskich holenderskie Sint Eustatius. Sukces kolejnych operacji przeciw Montserrat i holenderskiej Gujanie (także w rękach brytyjskich) oraz nadejście posiłków i zapasów z Europy, zachęciło Francuzów do ataku na Jamajkę.
Admirał François Joseph Paul de Grasse poprowadził swą eskadrę (30 okrętów liniowych) wzdłuż wysp Les Saintes w kierunku Haiti, gdzie miał spotkać się z siłami hiszpańskimi. Dowiedziawszy się, że zbliża się ku niemu flota brytyjska George’a Rodneya (36 liniowców), odesłał transportowce ku Cap Français, a sam wszedł między archipelag Les Saintes, gdzie płycizny i zmienne wiatry sprzyjały defensywie. De Grasse miał bowiem nie tylko mniej okrętów, ale też były one zużyte długotrwałą kampanią, podczas gdy część sił Rodneya świeżo przybyła z Anglii. Brytyjczycy mieli też zgodniej ze sobą współpracujący korpus oficerski i znaczącą przewagę w artylerii (3012 dział wobec 2246 francuskich) (P. Castex mówi o większej jeszcze przewadze brytyjskiej, 37 liniowców i tuzin fregat, wobec 29 liniowców francuskich).

## Bitwa

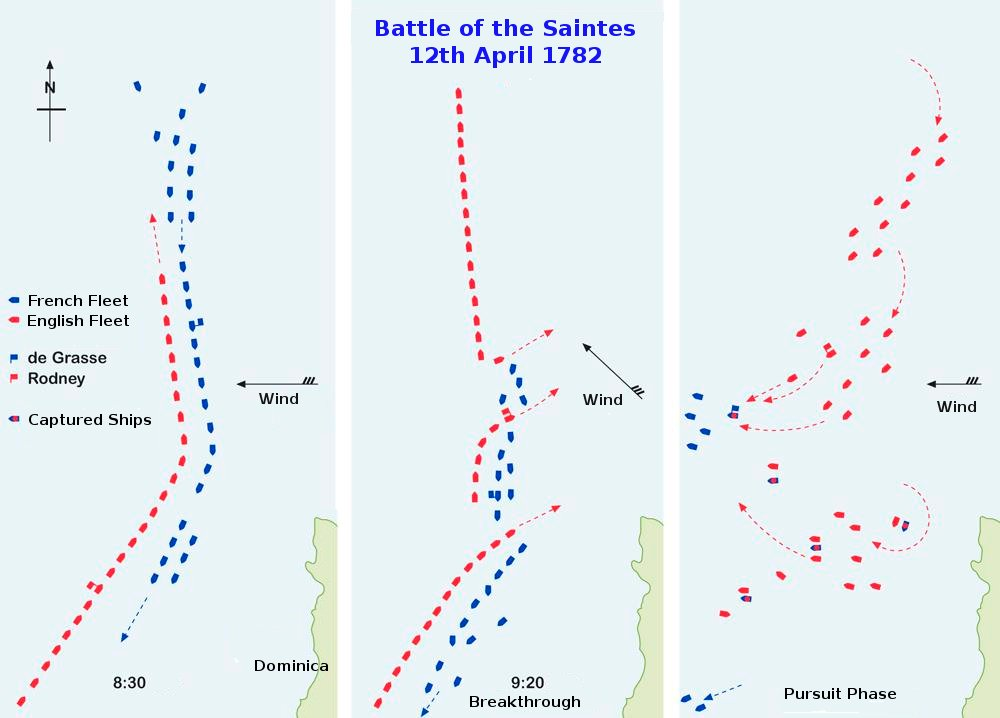
Główne fazy bitwy koło Les Saintes

De Grasse miał nadzieję osłonić konwój, a następnie, wykorzystując lepszą dzielność morską swych okrętów, umknąć przed przeważającym nieprzyjacielem. Pierwsze starcie miało miejsce 9 kwietnia, gdy Francuzi, wykorzystując fakt, że część brytyjskiej eskadry była pozbawiona wiatru w cieniu Dominiki zaatakowali mniej liczną awangardę adm. Samuela Hooda; ostrzał prowadzony z dużego dystansu nie przyniósł jednak zbyt dużych strat stronie brytyjskiej – niemniej Rodney przesunął w następnych dniach eskadrę Hooda na tył szyku, by ten mógł dokonać napraw.
W ciągu następnych dni floty manewrowały i dokonywały napraw, aczkolwiek Francuzi zmuszeni byli wycofać kilka jednostek ze względu na uszkodzenia po kolizjach. Rankiem 12 kwietnia, jeden z tych okrętów, „Zélé” i eskortująca go fregata znajdowały się wciąż blisko szyku głównych flot, w związku z czym Hood, na komendę Rodneya, wysłał kilka jednostek, by przechwycić francuskie okręty. De Grasse ruszył z całością sił, by je osłonić, o co chodziło Rodneyowi, który odwołał pościg, kierując się swoją flotą przeciw nieprzyjacielowi.
Uporządkowawszy szyki, floty płynąc półwiatrem spotkały się na kontrkursach, co sprzyjało słabszym siłom De Grasse’a. Flota francuska była w nieco większym nieładzie, a De Grasse, dążąc do zakończenia walki po jednokrotnym minięciu przeciwnika i wymianie salw artyleryjskich, popełnił błąd, zbliżając się nadmiernie do brzegu, w strefę słabych i zmiennych wiatrów, co utrudniło jego okrętom manewrowanie. Walka rozpoczęła się około godz. 8 rano (aczkolwiek tyłowe jednostki Hooda weszły do akcji dopiero ok. 9.30). Floty mijały się powoli, zacięcie się ostrzeliwując, aż o godzinie 9.15 wiatr znacząco zmienił kierunek. Francuzi szli teraz ostro pod wiatr, a Brytyjczycy mieli korzystny półwiatr. Rodney (po namowach swojego szefa sztabu, kpt. Charlesa Douglasa), zdecydował się to wykorzystać i skierował się na przerwanie francuskiego szyku, przecinając go swym okrętem flagowym za 19. w kolejności okrętem francuskim, „Glorieux”. Komodor Edmund Affleck poszedł za przykładem głównodowodzącego, przechodząc przez francuską linię za 12. okrętem De Grasse’a; także Hood i kpt. Gardner (na „Duke”) przeszli przez szyk francuski, który, wielokrotnie rozerwany, stracił wszelką ciągłość.

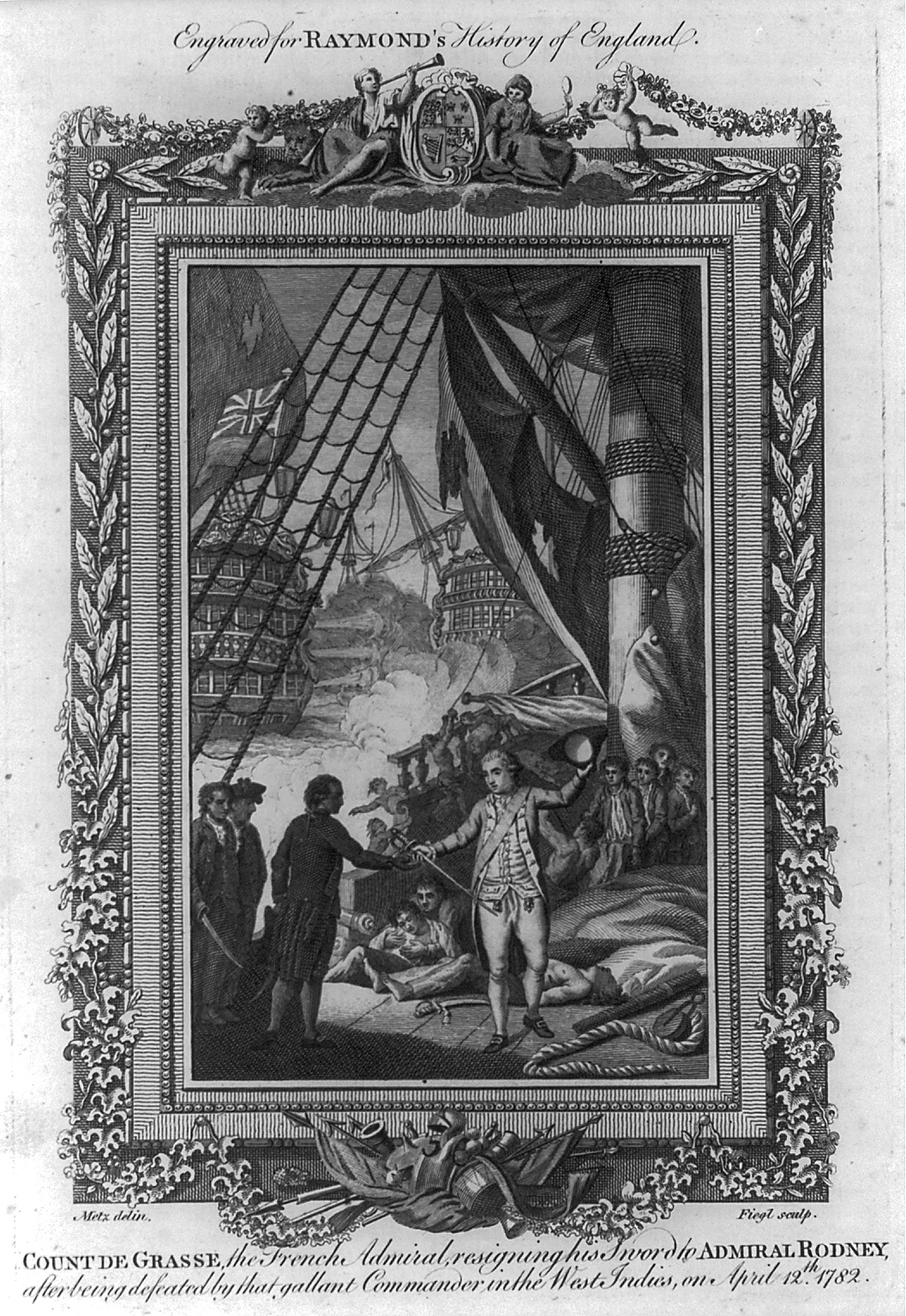
Kapitulacja De Grasse’a

Francuska straż przednia nie była w stanie pomóc okrążonym jednostkom w centrum, podobnie jak brytyjska. Francuską ariergardę wiatr spychał z pola walki, za to okręty straży tylnej Hooda okrążyły grupkę francuskich liniowców, niszcząc je z bliskiego dystansu ogniem karonad, w których brytyjskie okręty miały wielką przewagę. Pod koniec całodziennej walki, jako ostatni poddał się flagowy „Ville de Paris”, po zużyciu całej amunicji i ogromnych stratach w ludziach (400 zabitych i 600 rannych, łącznie 2/3 załogi). Do angielskiej niewoli dostał się admirał De Grasse. Rodney zwlekał z podjęciem pościgu, co spotkało się następnie z krytyką – zwłaszcza Hood twierdził, że gdyby on dowodził flotą brytyjską, zdobytych zostałoby nie pięć, a 20 francuskich jednostek (tydzień później udało mu się zdobyć dwa dodatkowe okręty liniowe Francuzów).

## Skutki

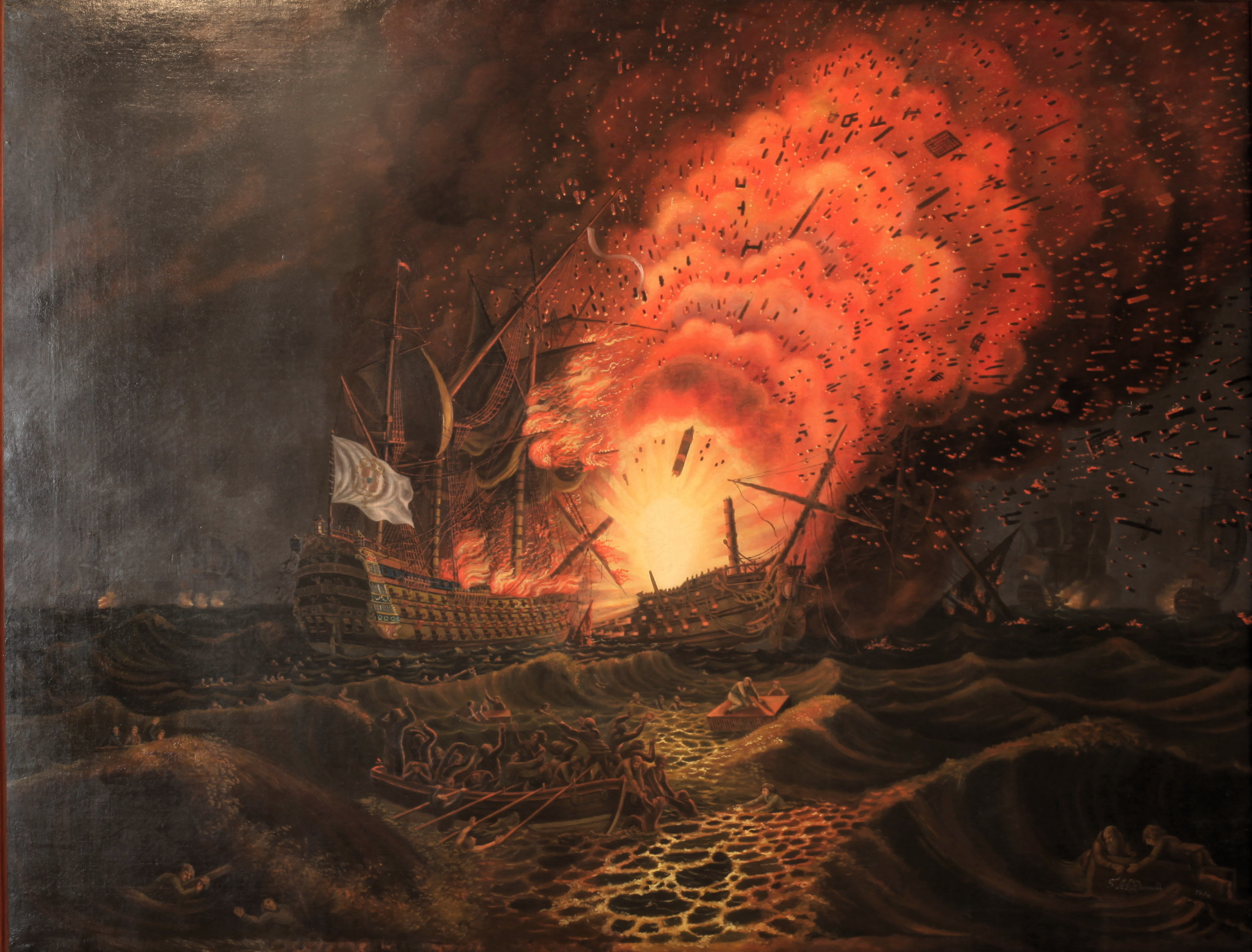
Eksplozja na liniowcu „César”, obraz François Dumoulin.

Anglicy utracili 253 zabitych i 816 rannych i dwóch z 36 dowódców jednostek (najwyższe straty poniósł „Duke”, 73 zabitych i rannych). Francuskie straty wyniosły 5 okrętów straconych bezpośrednio w bitwie i dwa później, w cieśninie Mona; poległo 6 kapitanów okrętów (z 30), co najmniej 2000 osób zostało zabitych, a wielu marynarzy zostało wziętych do niewoli. Rozproszona flota francuska zdołała się zebrać w Cap Français 25 kwietnia, gdzie zawinął też bezpiecznie uprzednio odesłany konwój i dołączyła eskadra hiszpańska (15 liniowców). Siły francusko-hiszpańskie miały więc znaczącą przewagę i mogły zaatakować Jamajkę, której ocalenie przypisuje się zazwyczaj wygranej Rodneya koło Les Saintes. Z drugiej strony, francuskie okręty były w fatalnym stanie, z niekompletnymi załogami i nie były zdolne do walki bez poważnych uzupełnień, a Hiszpanie nie chcieli ryzykować samotnej akcji.